# 種徳院 (佐野市)
種徳院（しゅとくいん）は、栃木県佐野市にある曹洞宗の寺院である。
道了尊をまつった宮がある。佐野板東21番札所の観音堂がある（佐野板東三十三箇所）。本堂には画家の木村尚僊作の天井絵156枚がある。

## 歴史
1438年に佐野越前守彌太郎師綱の妻の徳子が世の乱れを憂いたため建立した。1696年に常恒会地となる。火事に遭ったため1853年に本堂を再建した。

## 境内
- 樹齢約300年のしだれ桜がある。
- 松尾芭蕉の句碑がある（1792年建立）。
- こち亀の六地蔵がある。

## その他
- 2003年9月27日、井上あずみのライブコンサートが行われた。
- 2009年8月、ちばてつやが合宿に来た。